# 廣州街 (臺北市)

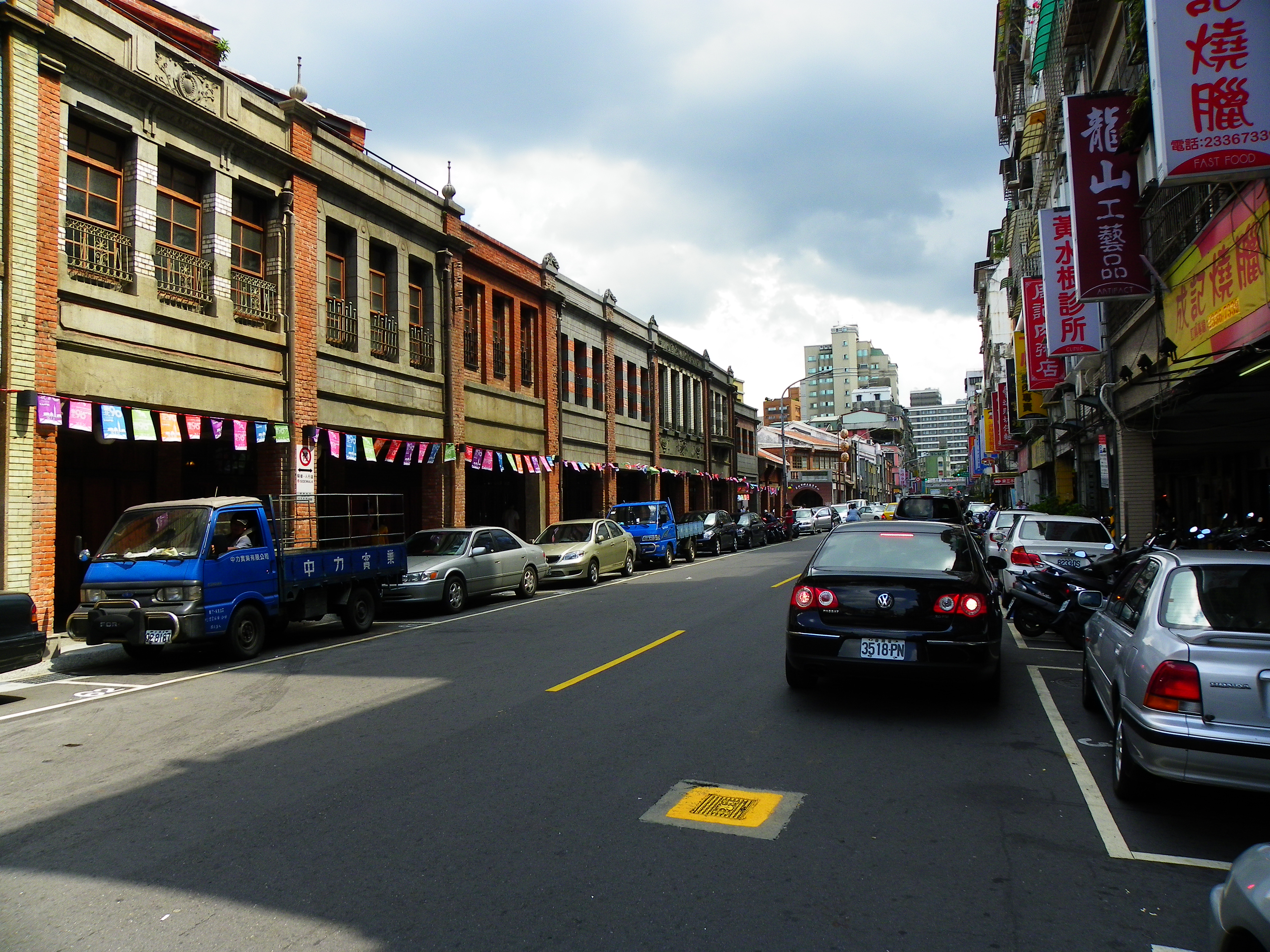
假日的廣州街，左側是剝皮寮。

廣州街（Guangzhou St.），  舊名書院邊街、育嬰堂邊街、龍山寺街、大眾廟口街、福地街、萬安街等，民國36年（1947年）全線以廣東省廣州市命名。
- 起點：環河南路
- 終點：博愛路
- 通過路口：環河南路、西園路、康定路、南寧路、中華路、延平南路、博愛路
- 全長：二、四六九公尺

## 行經地區（東至西）
- 中正區
- 萬華區

## 沿途地標
- 行政院主計總處廣博大樓（2號）
- 臺北市中正區南門國民小學（6號）
- 臺北市立南門國民中學（6號）
- 內政部移民署（15號）
  - 小南門郵局（位於移民署臺北市服務站地下一樓）
- 警察廣播電台總台（17號）
- 和平醫院（正門位於中華路二段33號）
- 龍山郵局（67號）
- 台北市鄉土教育中心（101號）
- 剝皮寮歷史街區
- 穀鳥軒（150號）
- 艋舺龍山寺（211號）
- 艋舺公園
- 廣州街夜市
- 仁濟醫院（200號、243號）
  - 淡北育嬰堂碑
- 龍山國小（正門位於和平西路三段235號）

## 備註
1. ↑  地名表记为普通话拼音，传统英文表记为，解作廣州而非廣東，參見坎頓與「Canton」，主要解釋為廣東省城，廣州是1921年才建立市政建制。